# Trinidad és Tobago az 1980. évi nyári olimpiai játékokon
Trinidad és Tobago a szovjetunióbeli Moszkvában megrendezett 1980. évi nyári olimpiai játékok egyik részt vevő nemzete volt. Az országot az olimpián 1 sportágban 9 sportoló képviselte, akik érmet nem szereztek.

## Atlétika
Férfi
| Versenyző                                                | Versenyszám     | Előfutam | Előfutam | Előfutam | Negyeddöntő | Negyeddöntő | Negyeddöntő | Elődöntő | Elődöntő | Elődöntő | Döntő   | Döntő    |
| Versenyző                                                | Versenyszám     | Idő      | Hely.    | Össz.    | Idő         | Hely.       | Össz.       | Idő      | Hely.    | Össz.    | Idő     | Helyezés |
| -------------------------------------------------------- | --------------- | -------- | -------- | -------- | ----------- | ----------- | ----------- | -------- | -------- | -------- | ------- | -------- |
| Hasely Crawford                                          | 100 m           | 10,42    | 2.       | 14.*     | 10,28       | 5.*         | 8.*         | kiesett  | kiesett  | kiesett  | kiesett | kiesett  |
| Frank Adams                                              | 100 m           | 10,80    | 5.       | 42.      | kiesett     | kiesett     | kiesett     | kiesett  | kiesett  | kiesett  | kiesett | kiesett  |
| Chris Brathwaite                                         | 100 m           | 10,44    | 3.       | 18.*     | 10,37       | 4.          | 17.         | 10,54    | 8.       | 12.      | kiesett | kiesett  |
| Chris Brathwaite                                         | 200 m           | 21,13    | 2.       | 5.       | 21,02       | 5.          | 17.         | kiesett  | kiesett  | kiesett  | kiesett | kiesett  |
| Andrew Bruce                                             | 200 m           | 21,36    | 1.       | 16.*     | 20,94       | 4.          | 10.         | 21,16    | 7.       | 13.      | kiesett | kiesett  |
| Mike Solomon                                             | 400 m           | 47,24    | 2.       | 14.      | 46,12       | 2.          | 8.          | 45,61    | 4.       | 6.       | 45,55   | 6.       |
| Joseph Coombs                                            | 400 m           | 46,55    | 2.       | 4.       | 45,81       | 2.          | 3.          | 45,96    | 4.       | 10.      | 46,33   | 8.       |
| Edwin Noel Hasely Crawford Chris Brathwaite Andrew Bruce | 4 × 100 m váltó | 39,74    | 5.       | 10.      |             |             |             |          |          |          | kiesett | kiesett  |
| Joseph Coombs Charles Joseph Rafer Mohammed Mike Solomon | 4 × 400 m váltó | 3:04,3   | 4.       | 5.       |             |             |             |          |          |          | 3:06,6  | 6.       |

* - egy másik versenyzővel azonos eredményt ért el